# ابرگرمایش

برای ایجاد جوش، فشار بخار باید از فشار محیط به اضافه مقدار کمی فشار ناشی از کشش سطحی تجاوز کند.

در ترمودینامیک، اَبَرگرمایش یا  فراگرمایش (به انگلیسی: Superheating) (که گاهی به عنوان تأخیر در جوش یا تأخیر در جوشش از آن یاد می‌شود) پدیده‌ای است که در آن یک مایع تا دمای بالاتر از نقطه جوش خود بدون جوشش گرم می‌شود. این حالت به اصطلاح شبه‌پایداری یا متاستات است که در آن جوش ممکن است در هر زمانی رخ دهد که ناشی از اثرات خارجی یا داخلی است. فراگرمایش با حرارت دادن یک ماده همگن در یک ظرف تمیز و عاری از جایگاه هسته‌ای حاصل می‌شود، در حالی که مراقب باشید که مایع آشفته نشود.
این ممکن است با مایکروویو آب در یک ظرف بسیار صاف رخ دهد. آشفتگی آب ممکن است سبب فوران ناامن آب داغ و سوختگی شود.
گفته می‌شود که وقتی حباب‌های بخار آب بدون محدودیت رشد می‌کنند و در سطح می‌ترکند، آب می‌جوشد. برای انبساط حباب بخار، دما باید به اندازه‌ای باشد که فشار بخار از فشار محیط (در درجه اول فشار اتمسفر) بیشتر شود. در زیر آن دما، حباب بخار آب منقبض شده و ناپدید می‌شود.
فراگرمایش یک استثنا از این قاعده ساده است. گاهی دیده می‌شود که یک مایع نمی‌جوشد حتی اگر فشار بخار آن از فشار محیط بیشتر باشد. علت آن یک نیروی اضافی، کشش سطحی است که رشد حباب‌ها را سرکوب می‌کند.